# Краснощёкие белки
Краснощёкие белки, или дремомисы (лат. Dremomys), — род грызунов из подсемейства Callosciurinae семейства беличьих. Представители рода обитают в Юго-Восточной Азии.

## Классификация
База данных Американского общества маммологов (ASM Mammal Diversity Database) признаёт 5 видов краснощёких белок:
- Dremomys gularis
- Оранжевобрюхая белка (Dremomys lokriah)
- Белка Перни (Dremomys pernyi)
- Красноспинная белка (Dremomys pyrrhomerus)
- Краснощёкая белка (Dremomys rufigenis)

На основании данных молекулярной генетики относимая ранее к роду калимантанская горная белка (Dremomys everetti) была перенесена в род зондских белок, получив название Sundasciurus everetti.